# 海老名市立柏ケ谷中学校
海老名市立柏ケ谷中学校（えびなしりつ かしわがやちゅうがっこう）は、神奈川県海老名市柏ケ谷にある公立中学校。

## 沿革
- 1976年
  - 4月1日 -  海老名市立海老名中学校より分離独立
  - 4月6日 -  開校式 第1回入学式
  - 8月28日 -  新校舎落成式
- 1977年9月9日 -  開校記念日の制定(9月30日)

## 通学区域
- 海老名市
  - 上今泉6丁目
  - 国分北3丁目15番〜22番・24番1号〜2番・21号・23号
  - 国分北4丁目1番〜16番
  - 柏ヶ谷小学校学区
  - 東柏ヶ谷小学校学区

## 進学前小学校
- 海老名市
  - 海老名市立柏ケ谷小学校
  - 海老名市立東柏ケ谷小学校
  - 海老名市立杉本小学校（一部は海老名市立海老名中学校へ）
  - 海老名市立上星小学校（一部は海老名市立海老名中学校・海老名市立今泉中学校へ）